# Židlochovice
Židlochovice (tyska: Groß Seelowitz) är en stad i Södra Mähren i södra Tjeckien. Židlochovice är beläget 17 kilometer söder om Brno och har 3 773 invånare (2016).
En av stadens sevärdheter är slottet, ombyggt i barockstil cirka 1728.